# Anabaena
Anabaena je rod vláknitých sinic, které se vyskytují ve vodě jako součást planktonu. Jeho zástupci jsou známí fixátoři vzdušného dusíku, a některé druhy vstupují do symbiotických svazků s rostlinami (např. s kapradinkou rodu Azolla). Jsou také producenty neurotoxinů, což může působit problém v přírodě, zejména při přemnožení.
Anabaena byla osekvenována, její genom má 7,2 milionů párů bází. Zajímavé jsou totiž zejména heterocysty, specializované buňky, které fixují dusík na amoniak. Určité druhy Anabaeny byly dokonce užívány na rýžových polích jako „hnojiva“, která doplní dusík do půdy.

## Galerie

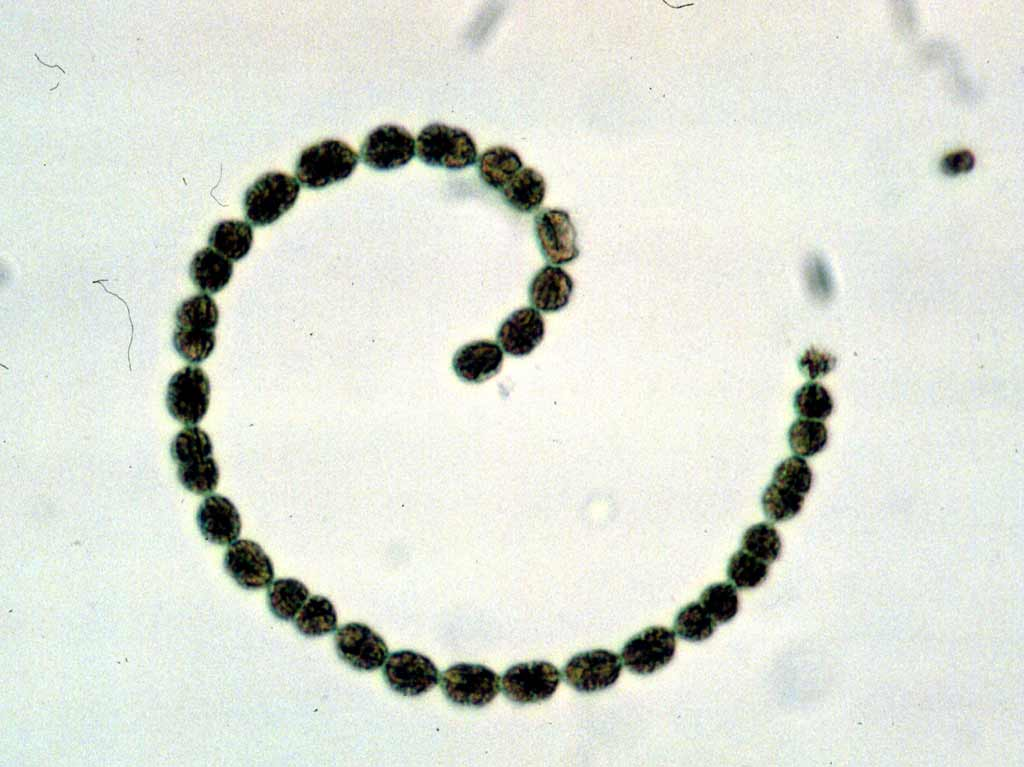
Anabaena flosaquae
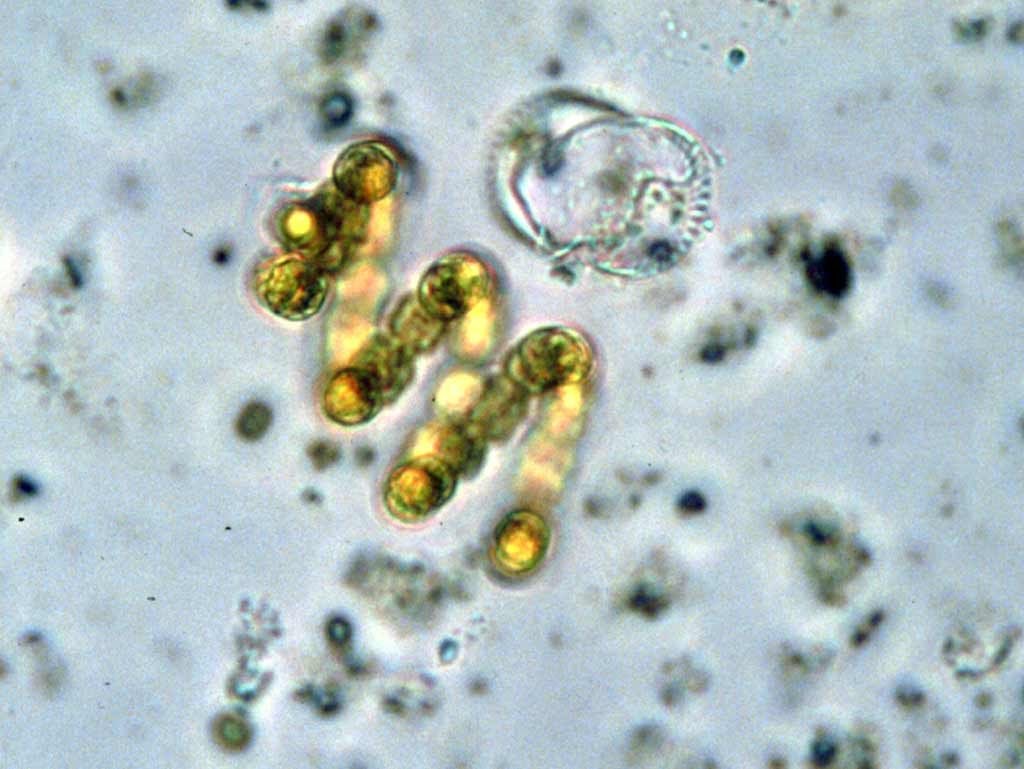
Anabaena spiroides